# Остолоповское
Остолоповское — озеро в России, располагается на территории Кирилловского района Вологодской области.
Площадь водной поверхности озера равняется 1,3 км². Уровень уреза воды находится на высоте 121 м над уровнем моря. Площадь водосборного бассейн озера составляет 7,3 км².
Код объекта в государственном водном реестре — 08010200311110000004110.
Возле озера расположены селения Щёлково, Ермаково, Приозерье, Погорелово.